# Лејк Лафијет (Мисури)
Лејк Лафијет (енгл. Lake Lafayette) град је у америчкој савезној држави Мисури.

## Демографија
По попису из 2010. године број становника је 327, што је 19 (-5,5%) становника мање него 2000. године.
| Група             | 2000.       | 2010.       |
| Белци             | 304 (87,9%) | 310 (94,8%) |
| Афроамериканци    | 12 (3,5%)   | 8 (2,4%)    |
| Азијати           | 3 (0,9%)    | 0 (0,0%)    |
| Хиспаноамериканци | 10 (2,9%)   | 2 (0,6%)    |
| Укупно            | 346         | 327         |